# La Gloria (Bocas del Toro)
La Gloria es un corregimiento del distrito de Changuinola en la provincia de Bocas del Toro, República de Panamá. La localidad tiene 3.046 habitantes (2010).

## Demografía
En 2010 La Gloria contaba con una población de 3 046 habitantes según datos del Instituto Nacional de Estadística y una extensión de 162,2 km² lo que equivale a una densidad de población de 18,4 habitantes por km².

### Razas y etnias
- 95,86 % Chibchas (Americanos)[4]
- 3,88 % Mestizos
- 0,26 % Afropanameños[4]